# Nová Huť v Lužických horách
Nová Huť v Lužických horách je železniční zastávka, která se nachází v západně od samoty Nová Huť na katastru obce Svor (okres Česká Lípa) v okrese Česká Lípa. Leží v km 68,629 jednokolejné trati Bakov nad Jizerou – Jedlová mezi stanicemi Svor a Jedlová.

## Historie

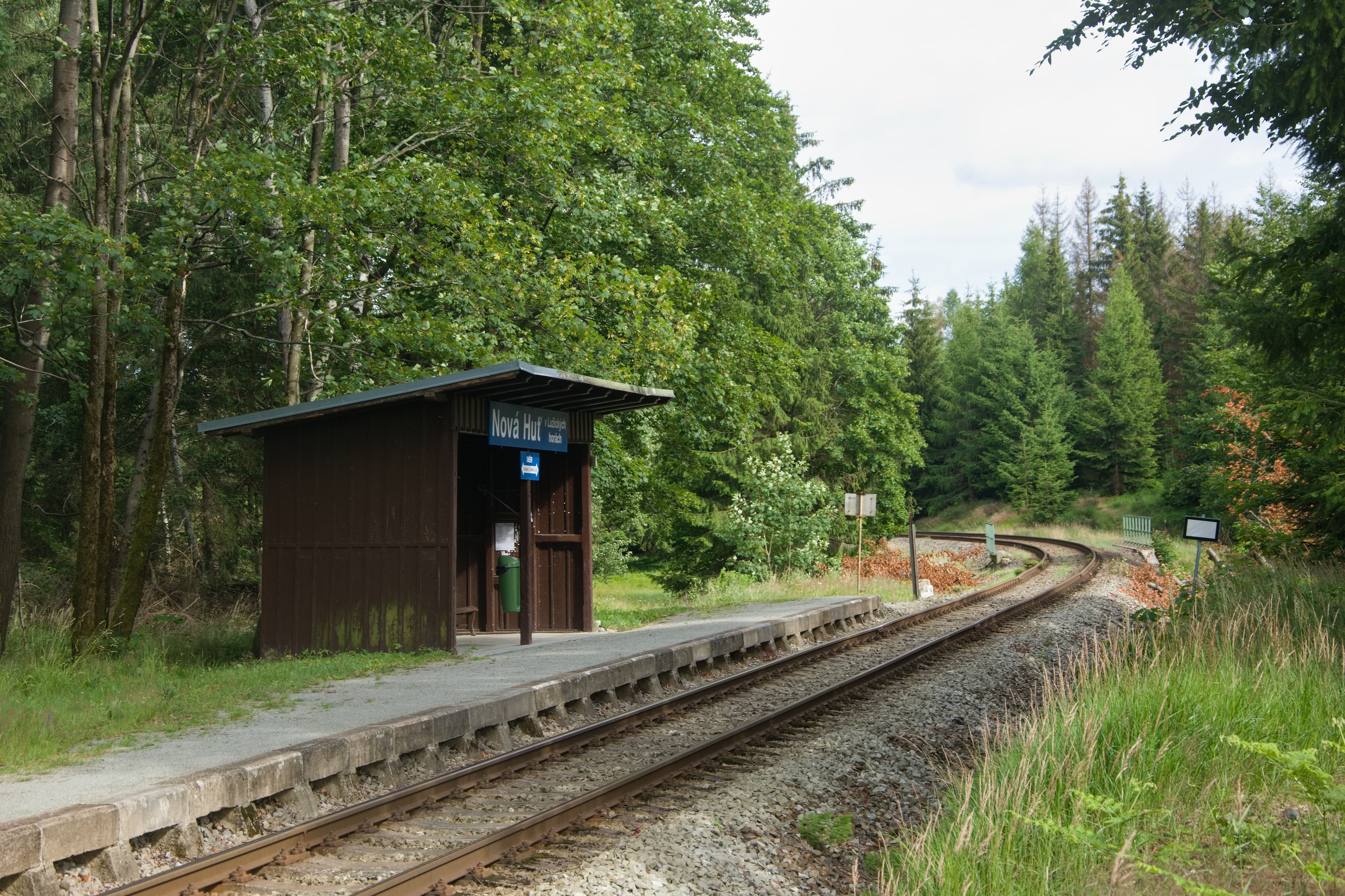
Pohled na nástupiště ve směru na Svor

Trať procházející zastávkou zprovoznila Česká severní dráha 16. ledna 1869, ale zastávka v daném místě tehdy nevznikla. Byla zřízena až později, dřevěná čekárna pak byla vybudována v roce 1914. V době vzniku Československa v roce 1918 nesla německý název Neuhütte-Lichtenwald. Stejný německý název se používal v letech 1938–1945, poté se zastávka krátce jmenovala Nová Huť-Lichtenvald, ale od roku 1947 již Nová Huť-Světlá. Od roku 1961 nesla pojmenování Jedlová zastávka, od roku 2014 se používá název Nová Huť v Lužických horách.

## Popis zastávky
V zastávce je u traťové koleje zřízeno nástupiště o délce 80 metrů, výška nástupní hrany se nachází 250 mm nad temenem kolejnice. Cestujícím je k dispozici přístřešek. Zastávka není osvětlena. Přístup k zastávce je z Nové Hutě po místní komunikaci od silnice I/9.